# Accademia slovena delle scienze e delle arti
L'Accademia slovena delle scienze e delle arti (in sloveno Slovenska akademija znanosti in umetnosti, abbreviato in SAZU) è l'accademia nazionale della Slovenia che comprende la scienza e le arti e riunisce i migliori ricercatori ed artisti sloveni. L'istituzione si trova a Lubiana, capitale della Slovenia.

## Storia
L'accademia è stata fondata nel 1938 inizialmente con il nome di Accademia delle scienze e delle arti (AZU). L'aggettivo sloveno venne aggiunto solo nel 1943 con un decreto di Leon Rupnik, sindaco di Lubiana, durante il periodo dell'occupazione italiana.
L'accademia è entrata a far parte della Fondazione europea per la scienza nel 1995.

## Compiti
Fondata nel 1938, rappresenta la massima istituzione nello stato per la scienza e le arti. Riunisce scienziati e artisti che sono eletti per i loro eccezionali risultati nel campo della scienza e delle arti. L'accademia ha lo scopo di coltivare, incoraggiare e promuovere le scienze e le arti; attraverso le sue attività, inoltre, contribuisce allo sviluppo del pensiero scientifico e della creatività. In particolare, affronta le questioni che riguardano scienze ed arti, partecipa alla definizione delle attività politiche di ricerca, fornisce valutazioni ed opinioni sulla promozione e lo sviluppo e sull'organizzazione delle attività di ricerca. Collabora con le università e con altri istituti di ricerca.
Dal secondo dopoguerra è editrice del Dizionario biografico sloveno.